# Chichicastenango
Chichicastenango oder Santo Tomás Chichicastenango ist eine Stadt mit ca. 30.000 und eine Gemeinde mit insgesamt etwa 105.000 Einwohnern im Departement El Quiché im zentralen Hochland von Guatemala.

## Name
Der Name Chichicastenango stammt aus dem Nahuatl der tlaxcaltekischen Hilfstruppen der spanischen Eroberer, welche die Stadt nach hier wachsenden versch. Nesselarten (Urticaceae, Loasaceae) Tzitzicaztenanco („Stadt der stechenden Nesseln“) nannten. Der Name des Ortes in der Quiché-Sprache lautet Chaviar. Der Name Chichicaste bedeutet Nessel und die Stadt trägt in von Urera baccifera die hier häufig vorkommt.

## Lage und Klima
Die Stadt Chichicastenango liegt etwa 1 km westlich des Río Motagua und ungefähr 10 km nördlich seiner Quelle in den Bergen der Sierra Madre in einer Höhe von ca. 2000 m etwa 137 km (Fahrtstrecke) nordwestlich von Guatemala-Stadt bzw. ca. 94 km östlich von Quetzaltenango, der zweitgrößten Stadt des Landes. Das Klima ist gemäßigt bis warm; Regen (ca. 1095 mm/Jahr) fällt nahezu ausschließlich im Sommerhalbjahr.

## Bevölkerung
Bei der Volkszählung des Jahres 2002 hatte die Gemeinde Chichicastenango 107.193 Einwohner. Ungefähr 95 % der Bevölkerung bezeichneten sich als Angehörige des indigenen Maya-Volks der Quiché und 5 % als Ladinos.

## Geschichte
Chichicastenango war ein wichtiges religiöses und politisches Zentrum der Quiché-Indianer. Nach der Eroberung durch den spanischen Conquistador Pedro de Alvarado im Jahr 1524 zerstörten die Spanier den alten Maya-Tempel und bauten auf seinem Sockel die Kirche Santo Tomás. Bis heute wird die Kirche jedoch auch von Maya-Schamanen und -Heilern (curanderos) genutzt, die Weihrauch und Kerzen auf dem Fußboden anzünden, Schnaps darüber pusten und Blumenopfer darbringen. Die 18 Stufen der möglicherweise noch vom alten Maya-Tempel stammenden Treppe entsprechen den Monaten des Maya-Kalenders. Die Erhebung des Ortes zur Stadt (villa) erfolgte im Jahr 1872.

## Sehenswürdigkeiten
- Das rechtwinklig verlaufende Straßennetz der Stadt stammt aus der spanischen Kolonialzeit. Es ist aber auch möglich, dass die zuvor hier lebenden Indianer ein ähnliches System kannten.
- Der an jedem Donnerstag und Sonntag stattfindende Markt auf dem Platz vor der Kirche Santo Tomás ist der größte des Landes und zieht neben einheimischen Händlern und Käufern vom Stamm der Quiché auch Mam, Ixil, Cakchiquel und viele Touristen an. In seinem Zentrum finden sich zahlreiche Garküchen mit einheimischen Gerichten.
- Zum Fest des hl. Thomas wird von Quiché-Bruderschaften der Tanz des Pferdchens von Tzijolaj aufgeführt, dem zu Ehren Blumen, Kerzen, Weihrauch und Rum dargebracht werden; es ist inzwischen eine Touristenattraktion.

## Sonstiges
In Chichicastenango entdeckte im Jahr 1702 Pater Francisco Ximénez das Manuskript des Maya-Buches Popol Vuh, von dem er eine Abschrift und eine spanische Übersetzung anfertigte; das Original des Werkes ist verschwunden.